# Kamil Brzozowski
Kamil Brzozowski (ur. 25 lutego 1987 w Gorzowie Wielkopolskim) – polski żużlowiec i trener sportu żużlowego.
Brązowy (2019) medalista mistrzostw Polski par klubowych. Srebrny (2007) i brązowy (2005) medalista młodzieżowych mistrzostw Polski par klubowych. Dwukrotny (2004, 2007) srebrny medalista młodzieżowych drużynowych mistrzostw Polski. Uczestnik finału (jako zawodnik rezerwowy) indywidualnych mistrzostw świata juniorów w Pardubicach (2008).
W 2021 roku zapowiedział koniec kariery. W sezonie 2022 został trenerem drużyny U-24 w ekstraligowej Arged Malesie Ostrów. 

## Starty w lidze polskiej
W lidze polskiej startuje od 2003 r., reprezentując barwy klubów:
- Stal Gorzów Wielkopolski (2003–2006)
- GTŻ Grudziądz (2007–2011)
- Wybrzeże Gdańsk (2011–2012)
- Unibax Toruń (2013)
- Ostrovia Ostrów Wielkopolski (2014)
- Wybrzeże Gdańsk (2015-2016)
- Ostrovia Ostrów (2017-2018)
- Polonia Bydgoszcz (2019-2020)[2]
- Kolejarz Opole (2021-)